# Герб Старого Села (Давидівська сільська громада)
Герб Старого Села — офіційний символ села Старе Село Львівської області, затверджений 30 вересня 2003 року сесією Старосільської сільської ради.
Автор — А. Гречило.

## Опис
У синьому полі срібна вежа з оборонною стіною, над нею три золоті листки дуба, один над двома.

## Зміст
Вежа з оборонною стіною символізує Старосільський замок. Дубові листки означають місцеву рослинність, уособлюють силу духу, міць і витривалість.